# Niterói (distrito)
Niterói é o distrito-sede do município de Niterói, no Rio de Janeiro. O distrito possui cerca de 515.000 habitantes (IBGE 2020), abrangendo as regiões norte, central e oeste do município. O município de Niterói é constituído de 2 distritos: Niterói e Itaipu, assim permanecendo em divisão territorial datada de 2007.